# Veleposlaništvo Republike Slovenije v Ruski federaciji
Veleposlaništvo Republike Slovenije v Ruski federaciji (uradni naziv Veleposlaništvo Republike Slovenije Moskva, Ruska federacija) je diplomatsko-konzularno predstavništvo (veleposlaništvo) Republike Slovenije s sedežem v Moskvi (Ruska federacija). Poleg te države to veleposlaništvo pokriva še naslednje države: Belorusija, Kazahstan, Kirgizistan, Tadžikistan, Turkmenistan in Uzbekistan.
Trenutna veleposlanica je Darja Bavdaž Kuret.

## Veleposlaniki
- Darja Bavdaž Kuret (2023-danes)
- Branko Rakovec (2018-2023)
- Primož Šeligo (2013-2018)
- Ada Filip Slivnik (2009-2013)
- Andrej Benedejčič (2005-2008)
- Franci Demšar
- Saša Geržina (1993-1995)